# Arista

Widok przedni głowy muchówki z grupy Muscomorpha, arista zaznaczona numerem 17

Arista (łac. arista, l. mn. aristae) – ogólne określenie szczecinopodobnych przydatków, w szczególności odnoszące się do części czułków muchówek.
U niektórych muchówek krótkoczułkich wić czułka (flagellum) ulega redukcji do jednego, rozdętego członu, wyposażonego w aristę, zwaną też biczykiem (seta). Arista położona jest po grzbietowej stronie członu i przyjmuje się, że powstaje ze zlania się trzech końcowych członów wici czułka (flagellum).
Arista może mieć liczne odgałęzienia po stronie grzbietowej i brzusznej, a jej koniec może być rozwidlony. Budowa aristy może mieć znaczenie diagnostyczne, np. u niektórych wywilżnowatych.